# Ionel Augustin
Ionel Augustin (n. 11 octombrie 1955, București, România) este un antrenor român de fotbal și fost jucător care a evoluat la Echipa națională de fotbal a României. În prezent antrenează echipa sub 17 ani a clubului Dinamo București. 
A debutat în Divizia A pe 23 aprilie 1975, într-un meci Dinamo - Chimia Rm.Vâlcea încheiat cu scorul de 5-0.